# Nyungar
Le nyungar (ou noongar) est une langue ou un continuum linguistique des aborigènes d'Australie, encore parlé par des membres de la communauté des Noongar qui vit dans le sud-ouest de l'Australie-Occidentale.
En 2006, il est recensé 232 locuteurs de cette langue dérivée des langues pama-nyungan.
La langue a été découverte en 1801 par Matthew Flinders.